# Eukalyptus
Eukalyptus (Eucalyptus) er en stor slægt med mere end 700 arter, som især er udbredt i Australien og på Tasmanien. Enkelte arter findes på Ny Guinea, i Indonesien og på Filippinerne. Det er stedsegrønne (nogle få taber løvet i tørtiden), store, mellemstore eller buskagtige træer. Mange af arterne har en karakteristisk forskel mellem bladene på unge træer og dem på ældre. Ofte er de unge træers blade modsatte og ovale, mens de ældre træers er spredtstillede og smalle (lancetformede eller krumme). Blomsterne mangler kronblade, som tabes, når blomsten springer ud. Til gengæld er der talrige støvdragere. Frugten er en mere eller mindre kegleformet, forveddet kapsel, der åbner sig i toppen med huller, som tillader frøene at drysse ud.
Her nævnes kun de arter, som er økonomisk betydningsfulde i Danmark, eller som dyrkes her.
| Arter |

- Eucalyptus pauciflora – nogenlunde hårdfør, især i underarten Eucalyptus pauciflora ssp. niphophila
- Eucalyptus regnans – et af verdens højeste træer, bliver 85 meter højt. Det højeste, "Centurion", i det sydlige Tasmanien, er 99,82 meter højt. Kun rødtræet bliver højere.
- Febertræ (Eucalyptus globulus)
- Gunni-Eukalyptus (Eucalyptus gunnii)

Eukalyptus indeholder bl.a. alfa-pinen.